# حمدانی (نژاد اسب)
حمدانی یک نژاد اسب است که خاستگاه آن شمال آفریقا و خاورمیانه است.